# Ein Engel auf Erden
Ein Engel auf Erden is een West-Duits-Franse romantische komedie uit 1959 onder regie van Géza von Radványi. De film bestaat in een Duitse en in een Franse versie, onder de titel Mademoiselle Ange. De film werd in Nederland uitgebracht onder de titel Rendez-vous aan de Côte d'Azur.

## Verhaal
Line is de beschermengel van een coureur, Pierre Chaillot die met een mooie maar onbetrouwbare prinses, Augusta, wil trouwen. Line neemt de gestalte van een stewardess aan en is stiekem verliefd op Pierre. Ze weerhoudt hem ervan zelfmoord te plegen en zoent hem bijna. Aangezien het engelen ten strengste verboden is fysiek contact met mensen te hebben, verschijnt de hoofdengel om Line van de klus af te halen. 

## Rolverdeling
| Acteur             | Personage              |
| ------------------ | ---------------------- |
| Romy Schneider     | Line                   |
| Henri Vidal        | Pierre Chaillot        |
| Michèle Mercier    | Augusta de Munchenberg |
| Jean-Paul Belmondo | Michel Barrot          |
| Jean Brochard      | Line's vader           |
| Jean Tissier       | de presentator         |
| Paulette Dubost    | Line's moeder          |
| Ernst Waldow       | Corelli                |
| Margarethe Hagen   | Hoofdengel             |

## Productie
De film werd gedraaid van eind maart tot eind mei 1959 in de Studios de la Victorine in Nice en buitenopnames gebeurden op de luchthaven Aéroport Nice-Côte d'Azur.

## Ontvangst
Recensent van Het Vrije Volk noemde het een "niet onaardige film": "Dit sprookjesverhaal is door Geza von Radvanyi lief en bekwaam verfilmd in de fraaie Rivièra. De rol van de hoofdengel wordt heel komisch vertolkt door Margarethe Hagen." Criticus van het Algemeen Handelsblad schreef: "Meisjes die van Romy Schneider houden en simpele zielen wie Duits amusement welvallig is, moeten zich bepaald niet laten weerhouden."
Recensent van Het Parool schreef: "Rondom dit in principe misschien niet onaardige idee is een aantal weinig spitse ontwikkelingen gegroepeerd, die allemaal een erg Duitse afloop krijgen. Men had zich kunnen voorstellen, dat het in Frans beheer nog iets was geworden, maar ondanks de zonnige Rivièra blijft het moeilijk lachen (op een paar grapjes na), omdat het ten slotte zo erg Duits werd."
Criticus van De Volkskrant noemde het een "dodelijk vermoeiende en vervelende film": "Aan de lopende band de meest onzinnige (liefst Duitse) lachertjes om de vreugde na te jagen. Romy Schneider thans als slecht-acterende sǔsze verliefde aartsengel van de Duits-sprekende autocoureur Henri Vidal." Ook de recensent van De Telegraaf was niet enthousiast over de film en omschreef het als "een walgelijk zoetelijk verhaaltje".